# Robert C. Fleischer
Robert Carl Fleischer (* 24. Juni 1955 in Glendale, Kalifornien) ist ein US-amerikanischer Evolutionsgenetiker und Ornithologe. Sein Forschungsschwerpunkt ist die Vogelgenetik, insbesondere die Evolutionsbiologie der hawaiischen Avifauna.

## Leben
Seit seinem 13. Lebensjahr ist Fleischer ein leidenschaftlicher Vogelbeobachter. 1973 machte er seinen Abschluss an der Chatsworth High School in Chatsworth, Kalifornien. 1978 erlangte er seinen Bachelor of Arts in Biologie an der University of California, Santa Barbara. 1982 graduierte er zum Master of Philosophy und 1983 wurde er mit der Dissertation Population structure, genetic structure, and natural selection in the house sparrow zum Ph.D. in Systematik und Ökologie an der University of Kansas promoviert. Nach zwei Jahren als Postdoktorand an der University of California, Santa Barbara arbeitete Fleischer für sechs Jahre an der Universitätsfakultät, bevor er 1991 zum Smithsonian National Zoological Park wechselte, wo er das neue Programm der Naturschutzgenetik entwickelte.
Seit Januar 2006 ist er Leiter des Center for Conservation and Evolutionary Genetics, Smithsonian Conservation Biology Institute, National Zoological Park in der Smithsonian Institution, Washington, DC. und seit 2012 ist er leitender Wissenschaftler. 
2012 wurde Fleischer mit der William-Brewster-Medaille der American Ornithologists’ Union ausgezeichnet.

### Forschungsarbeit
1987 veröffentlichte Fleischer eine Studie über die Evolutionsökologie und Ausbreitung hawaiischer Sperlingsvögel. Im Jahr 2002 führte er gemeinsam mit Beth Slikas, Isaac B. Jones und Scott R. Derrickson eine mtDNA-Analyse an mikronesischen Brillenvögeln durch, was zur Abtrennung des Rota-Brillenvogels (Zosterops rotensis) vom Guambrillenvogel (Zosterops conspicillatus) führte. Im Jahr 2002 beschrieb er gemeinsam mit Beth Slikas und Storrs L. Olson die Entwicklung der Flugunfähigkeit von vier ausgestorbenen Rallenarten der Hawaii-Inseln anhand der Extraktion von DNA aus Knochen und Museumspräparaten. 2006 untersuchte er die Herkunft und Ausbreitung des Erregers Plasmodium relictum, der für die Vogelmalaria auf Hawaii verantwortlich gemacht wird und eine große Bedrohung für viele endemische Vogelarten darstellt. Im selben Jahr legten Fleischer und seine Kollegen in einer phylogenetischen Studie dar, dass sich der Kuba-Elfenbeinspecht schon im Mittelpleistozän vom Elfenbeinspecht abgespalten hatte und unterstützen deshalb einen Artstatus. 2008 stellte er gemeinsam mit Helen F. James und Storrs L. Olson die Familie Mohoidae für den Schmalfederhonigfresser und die Gattung der Krausschwänze (Moho) auf, ausgestorbene Singvögel, die ursprünglich der Familie der Honigfresser (Meliphagidae) zugeordnet wurden. 2011 beschrieb er gemeinsam mit Peter Pyle und Andreanna J. Welch den Midwaysturmtaucher (Puffinus bryani). 2014 demonstrierte er gemeinsam mit Storrs L. Olson und Andreanna J. Welch anhand einer DNA-Studie, dass der ausgestorbene St.-Helena-Riesensturmvogel nicht zur Gattung Pseudobulweria gehört, sondern zur Gattung Pterodroma.